# Мийнала (деревня)
Мийнала (фин. Miinalai) — деревня в Питкярантском районе Республики Карелия. Является частью посёлка Салми. Входила в состав упразднённого в 2023 году Салминского сельского поселения.

## География
Расположена в устье реки Эняйоки на северо-восточном берегу Ладожского озера, в двух километрах от центра пос. Салми.

## История
С 1918 по 1939 находилась в составе Финляндии.

## Население
| 2009 |
| ---- |
| 549  |

## Инфраструктура
Личные подсобные хозяйства.

## Транспорт
Через деревню проходит автодорога 86К-255.